# Nicolas Farkas
Nicolas Farkas (auch Nikolaus Farkas; * 27. Juli 1890 als Miklós Farkas in Margitta, Königreich Ungarn; † 22. März 1982 in New York) war ein ungarischer Kameramann.

## Leben und Wirken
Farkas kam 1919 nach Wien, und bis 1924 war der in Ungarn und Wien ausgebildete Kameramann für den österreichischen Film tätig. Er filmte unter anderem für Mihaly Kertesz, Alexander Korda, Hans Theyer und Robert Land. 1925 begann Farkas in Deutschland zu arbeiten. Einzelne Projekte führten ihn auch in die Sowjetunion und nach Polen. Zu seinen letzten wichtigen Projekten gehörten Berlin – Alexanderplatz (1931, Regie: Phil Jutzi) und Don Quichotte (1933, Regie: Georg Wilhelm Pabst).
Nach 1933 arbeitete er in Frankreich, wo er auch als Regisseur und Autor tätig war. 1941 wanderte er in die USA aus und beteiligte sich dort an propagandistischen Kurzfilmen für die US Navy. Er lebte zuletzt ständig in New York, wo er mit Farkas Films Inc. eine eigene kleine Produktionsfirma betrieb.

## Filmografie
- 1921: Frau Dorothys Bekenntnis
- 1922: Zigeunerliebe
- 1922: Samson und Delila
- 1923: Fräulein Frau
- 1923: Kinder der Revolution
- 1924: Tragödie im Hause Habsburg
- 1924: Wenn du noch eine Mutter hast
- 1924: Die Rache der Pharaonen
- 1924: Zirkus Brown
- 1924: L'Esclave reine
- 1925: Gräfin Mariza
- 1925: Der Tänzer meiner Frau
- 1925: Die Moral der Gasse
- 1925: Der Fluch
- 1925: Nick, der König der Chauffeure
- 1927: Kira Kiralina
- 1928: Ein Mädel und drei Clowns
- 1928: Der Fall des Staatsanwalts M …
- 1928: Die Sache mit Schorrsiegel
- 1928: Liebe im Mai
- 1929: Das Schiff der verlorenen Menschen
- 1929: Mädchen am Kreuz
- 1929: Die weißen Rosen von Ravensberg
- 1929: Nachtgestalten
- 1930: Nach Sibirien (Na Sybir) (nur Innenaufnahmen)
- 1930: Zwei Krawatten
- 1930: Der Andere (als Nikolaus Farkas)
- 1930: Liebe im Ring
- 1930: Das Recht auf Liebe
- 1930: Phantome des Glücks
- 1930: Geld auf der Straße
- 1930: Le procureur Hallers
- 1930: The Comeback
- 1931: Istanbul sokaklarinda
- 1931: Fra Diavolo
- 1931: Berlin – Alexanderplatz
- 1931: Le Bal
- 1931: Der Ball
- 1931: Fra Diavolo
- 1931: Danton
- 1931: Die Firma heiratet
- 1931: Bric à Brac et compagnie
- 1931: Les Frères Karamazoff
- 1931: Madame hat Ausgang
- 1932: Der Tugendkönig (Le Rosier de Madame Husson)
- 1932: Un coup de téléphone
- 1933: Don Quichotte
- 1933: Le Procureur Hallers
- 1935: Varieté
- 1936: Port Arthur (Regie)
- 1948: L’Inconnu d’un soir